# Cymocythere
Cymocythere är ett släkte av kräftdjur. Cymocythere ingår i familjen Entocytheridae.
Kladogram enligt Catalogue of Life:
| Cymocythere | \| \| Cymocythere clavata \| \| \| \| \| \| Cymocythere cyma \| \| \| \| \| \| Cymocythere gonia \| \| \| \| |
|             | \| \| Cymocythere clavata \| \| \| \| \| \| Cymocythere cyma \| \| \| \| \| \| Cymocythere gonia \| \| \| \| |
|             | Ankylocythere                                                                                                |
|             | |
|             | Ascetocythere                                                                                                |
|             | |
|             | Dactylocythere                                                                                               |
|             | |
|             | Donnaldsoncythere                                                                                            |
|             | |
|             | Entocythere                                                                                                  |
|             | |
|             | Geocythere                                                                                                   |
|             | |
|             | Harpagocythere                                                                                               |
|             | |
|             | Hartocythere                                                                                                 |
|             | |
|             | Hobbsiella                                                                                                   |
|             | |
|             | Laccocythere                                                                                                 |
|             | |
|             | Litocythere                                                                                                  |
|             | |
|             | Lordocythere                                                                                                 |
|             | |
|             | Okriocythere                                                                                                 |
|             | |
|             | Ornithocythere                                                                                               |
|             | |
|             | Phymocythere                                                                                                 |
|             | |
|             | Plectocythere                                                                                                |
|             | |
|             | Psittocythere                                                                                                |
|             | |
|             | Rhadinocythere                                                                                               |
|             | |
|             | Sagittocythere                                                                                               |
|             | |
|             | Saurocythere                                                                                                 |
|             | |
|             | Thermastrocythere                                                                                            |
|             | |
|             | Uncinocythere                                                                                                |
|             | |
|             | Waltoncythere                                                                                                |
|             | |
|             | Cymocythere clavata                                                                                          |
|             | |
|             | Cymocythere cyma                                                                                             |
|             | |
|             | Cymocythere gonia                                                                                            |
|             | |

|  | Cymocythere clavata |
|  |                     |
|  | Cymocythere cyma    |
|  |                     |
|  | Cymocythere gonia   |
|  |                     |